# Abu al-Abbas Ahmad I
Abu al-Abbas Ahmad I (arab. ابو العباس أحمد بن مراد = Abū al-ʿAbbās Aḥmad ibn Murād, zm. ok. 1684 pod Tarudant) - bratanek marokańskiego sułtana Ismaila z dynastii Alawitów, syn Murada. 

## Życiorys
Wszczął rewoltę przeciw władzy stryja po śmierci sułtana Raszida w 1672 roku. 
Zginął w bitwie pod Tarudant.